# Rolsen Electronics
Rolsen Electronics — бывшая российская компания, специализировавшаяся на выпуске аудио-, видео- и бытовой техники.

## История компании
Основана в 1994 году выпускниками МФТИ Сергеем Белоусовым и Ильёй Зубаревым. Официальный сайт компании утверждает, что Rolsen Electronics начала свою деятельность в 1990 году в Сеуле (Южная Корея).
В 1995 году открыла производство телевизоров в России. Изначально сборка проходила на арендованных площадях, а в 2000 году компания выкупила российский завод по сборке телевизионной техники «Термопласт» (ранее НПО «Электроприбор») в подмосковном городе Фрязино. Телевизоры и мониторы собирались из деталей, закупленных в Юго-Восточной Азии.
В 2003 году компания выкупила марку телевизоров «Рубин» и завод «Видеофон» в Воронеже и начала сборку телевизоров с полностью китайской комплектацией. В 2007 году перенесла сборочное производство из Воронежа в Калининград. На «Видеофоне» осталось только литьё деталей из пластмассы, в 2017 году завод был признан банкротом, а в 2018 был продан ООО «Витекс».

## Продукция
- Малая бытовая техника — техника для кухни, для дома, для красоты;
- LED-телевизоры, автомобильные жидкокристаллические телевизоры;
- Планшетные компьютеры, электронные книги, цифровые фоторамки;
- медиаплееры, DVD-плееры, микросистемы DVD, магнитолы;
- Док-станции;
- DVB-ресиверы,
- Антенны;
- Микрофоны;
- Универсальные пульты дистанционного управления;
- Кабели и адаптеры для соединения компьютерной техники, а также аудио- и видеооборудования;
- Радиотелефоны DECT, проводные телефоны;
- Часы, радиочасы;
- Внешние аккумуляторы и универсальные блоки питания;
- Автомобильные акустические системы, преобразователи напряжения, радар-детекторы, видеорегистраторы, компрессоры, FM-трансмиттеры, вентиляторы, адаптеры питания[10].

## Производство
- Калининград — конечная сборка по OEM-соглашениям для таких брендов, как: LG, JVC, Toshiba, Hitachi, Daewoo, Philips[5];
- выпуск продукции собственного бренда.